# N567 (België)
De N567 is een gewestweg in België tussen Fleurus (N586) en Mellet (N5). De weg heeft een lengte van ongeveer 7 kilometer.
De route heeft twee rijstroken in beide rijrichtingen samen.